# Гылыбец (Хасковская область)
Гылыбец (болг. Гълъбец) — село в Болгарии. Находится в Хасковской области, входит в общину Хасково. Население составляет 319 человек.

## Политическая ситуация
В местном кметстве Гылыбец, в состав которого входит Гылыбец, должность кмета (старосты) исполняет Азис Мехмедали Емурла (Движение за права и свободы (ДПС)) по результатам выборов.
Кмет (мэр) общины Хасково — Георги Иванов Иванов (коалиция партий: партия «Родина», демократический союз «Радикалы») по результатам выборов.